# Automobili Nazzaro

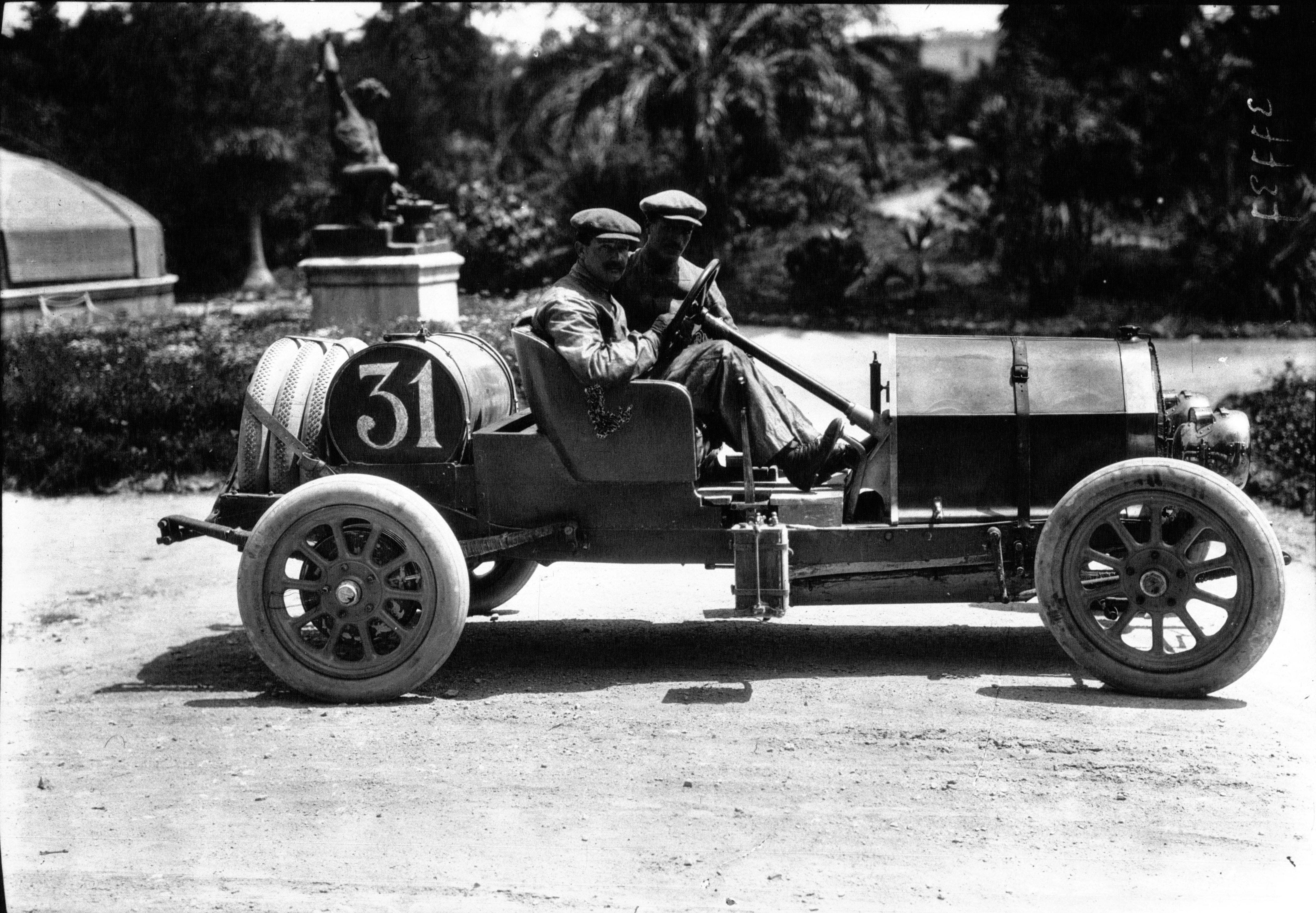
Felice Nazzaro am Steuer eines seiner Fahrzeuge während der Targa Florio 1913

Automobili Nazzaro war ein italienischer Hersteller von Automobilen.

## Unternehmensgeschichte
Der Rennfahrer Felice Nazzaro gründete am 1. Juli 1911 zusammen mit seinem Schwager Pilade Masoero sowie Maurizio Fabry und Arnold Zoller das Unternehmen Nazzaro & C., Fabbrica Automobili in Turin und begann mit der Produktion von Automobilen. Der Markenname lautete Nazzaro. 1916 wurde das Unternehmen liquidiert und von Franco Tosi aufgekauft. Nach dem Ersten Weltkrieg entstand in Florenz das neue Unternehmen Automobili Nazzaro. 1923 endete die Produktion.

## Fahrzeuge

### Nazzaro & C., Fabbrica Automobili
Das erste Modell Tipo 1 hatte einen Vierzylindermotor mit 4398 cm³ Hubraum, 70 PS (55 kW) Leistung und ein Vierganggetriebe. Angeboten wurde es in den Karosserieformen Tourenwagen und Limousine. Das nächste Modell, der Tipo 2 bzw. 20/30 HP, hatte zwar den gleichen Motor, war aber sportlicher ausgelegt, und insbesondere als offener Zweisitzer erhältlich. Die Höchstgeschwindigkeit war mit 100 km/h angegeben. Der Tipo 3 oder 35 HP basierte auf dem Tipo 2, aber mit stärkerem Motor. 1914 entstanden einige Rennwagen mit Vierzylindermotoren mit 4500 cm³ Hubraum und vier Ventilen pro Zylinder für den Großen Preis von Frankreich. Der Tipo 4 folgte noch vor dem Krieg. Ab 1915 wurden Lastkraftwagen hergestellt, von denen einige einen Motor von Anzani hatten. Insgesamt entstanden bis 1916 etwa 50 Last- und 230 Personenwagen.

### Automobili Nazzaro

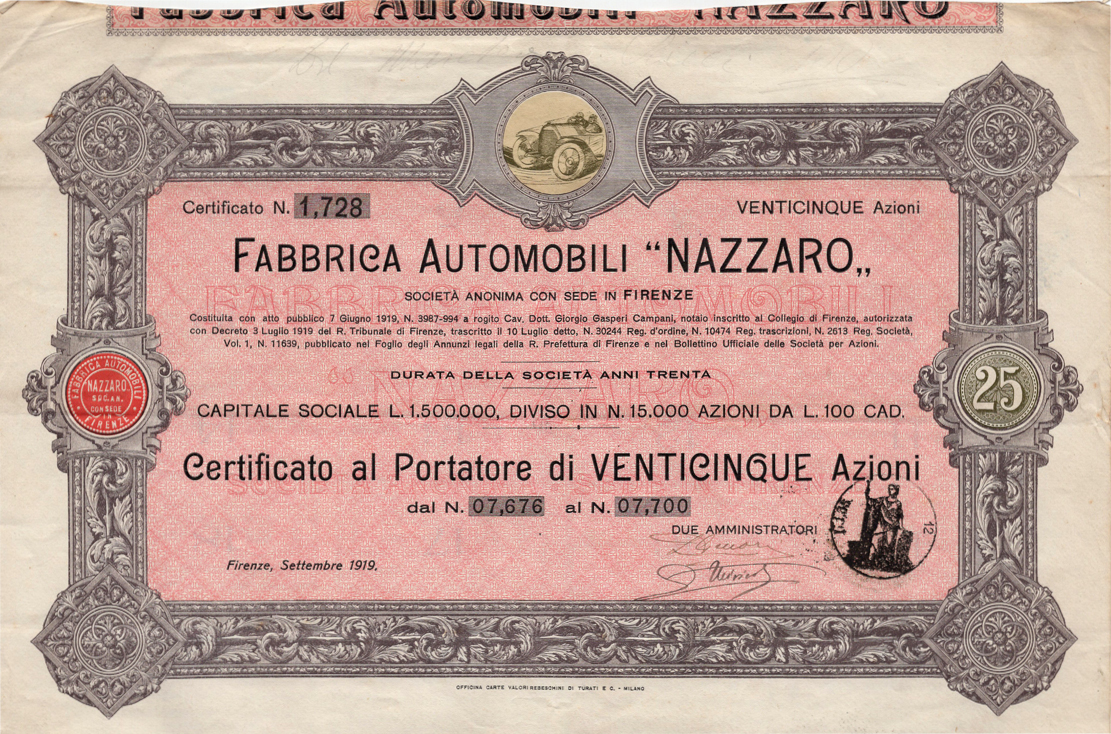
Sammelaktie der Fabbrica Automobili Nazarro vom September 1919

Nun entstand der Tipo 5, wiederum ein Rennsportwagen. Dieses Modell hatte einen Vierzylindermotor mit 3500 cm³ Hubraum, einen Spitzkühler und wurde 1920 bei der Targa Florio eingesetzt. Ab 1922 verfügte der Motor über zwei Auslassventile pro Zylinder. Insgesamt entstanden ab 1919 etwa 210 Autos.

## Rennerfolge
Felice Nazzaro gewann 1913 die Targa Florio auf einem Tipo 2 und 1914 die Coppa Florio auf einem Tipo 3.